# Dzień Edukacji Narodowej
Dzień Edukacji Narodowej – polskie święto oświaty i szkolnictwa wyższego ustanowione w 1972 roku, określone ustawą – Karta praw i obowiązków nauczyciela jako Dzień Nauczyciela. Od 1982 roku na mocy ustawy Karta Nauczyciela obchodzone jako Dzień Edukacji Narodowej.
Upamiętnia rocznicę powstania Komisji Edukacji Narodowej, która została utworzona z inicjatywy króla Stanisława II Augusta Poniatowskiego i zrealizowana przez Sejm Rozbiorowy w dniu 14 października 1773 roku. Potocznie dzień ten nadal zwany jest Dniem Nauczyciela.

## Rys historyczny
Historia Dnia Nauczyciela w Polsce ma swoje początki w 1957 roku. Podczas Światowej Konferencji Nauczycielskiej w Warszawie ustalono, że dzień 20 listopada będzie Międzynarodowym Dniem Karty Nauczyciela i świętem nauczycieli. Konferencja została zorganizowana przez Związek Nauczycielstwa Polskiego. Ustawa z dnia 27 kwietnia 1972 roku, zwana Kartą praw i obowiązków nauczyciela, wprowadziła Dzień Nauczyciela obchodzony w rocznicę powołania Komisji Edukacji Narodowej. W 1982 roku Kartę praw i obowiązków nauczyciela zastąpiła Karta Nauczyciela, zmieniając nazwę święta na Dzień Edukacji Narodowej oraz wprowadzając przepis: Dzień ten uznaje się za święto wszystkich pracowników oświaty (…).

## Obchody święta w Polsce
Dzień Edukacji Narodowej jest uroczyście obchodzony w instytucjach związanych z oświatą. Jest okazją do nagradzania wyróżniających się nauczycieli i pracowników niepedagogicznych. Minister Edukacji Narodowej wręcza nauczycielom złote, srebrne, brązowe Krzyże Zasługi, medale Komisji Edukacji Narodowej oraz nagrody Ministra Edukacji Narodowej za osiągnięcia dydaktyczno-wychowawcze. Odznaczenia i wyróżnienia dla nauczycieli wręczane są przez kuratorów oświaty, władze samorządowe oraz dyrektorów szkół na uroczystych galach.
W placówkach oświatowych działających w oparciu o Kartę Nauczyciela, zgodnie z zapisanym w niej art. 74., jest to dzień wolny od zajęć dydaktycznych. W szkołach, przedszkolach i żłobkach tego typu mogą odbywać się wtedy wyłącznie zajęcia opiekuńczo-wychowawcze. W podmiotach niepublicznych, gdzie nauczyciele są zatrudnieni według kodeksu pracy, decyzję o przebiegu tego dnia podejmuje dyrektor.
W większości instytucji oświatowych uroczystości z racji tego święta odbywają się wcześniej, a w dniu 14 października, nauczyciele i uczniowie nie mają obowiązku przychodzenia do placówki. W niektórych szkołach, dokładnie w Dzień Edukacji Narodowej, kiedy nie odbywają się lekcje, organizowane są apele, na których dokonuje się pasowania uczniów klas pierwszych.

## Dzień Nauczyciela na świecie

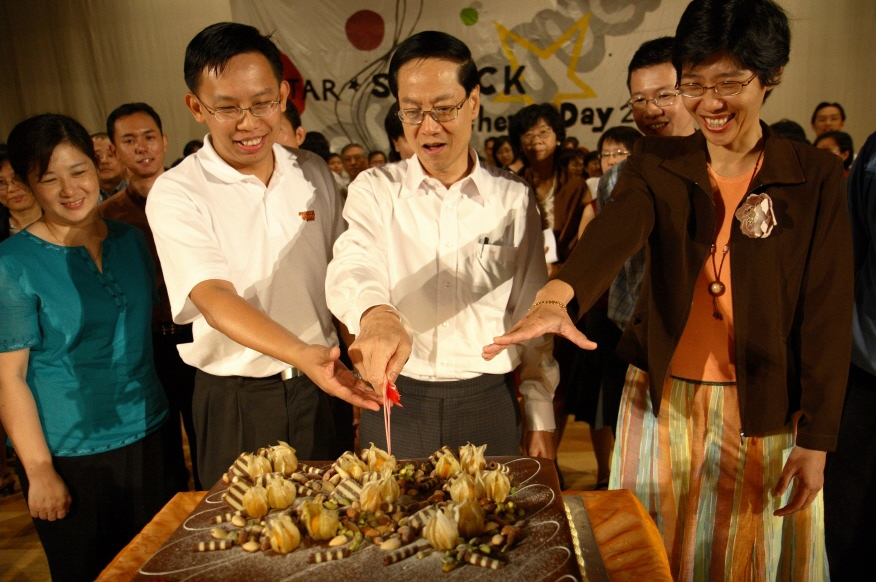
Dzień Nauczyciela w szkole w Singapurze

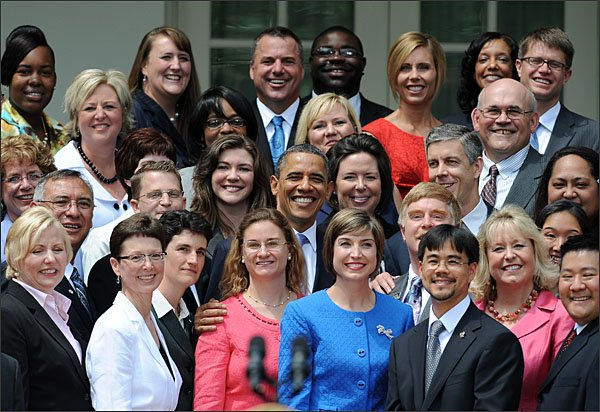
Spotkanie prezydenta USA Obamy z nauczycielami z okazji Dnia Nauczyciela, 2 maja 2011 roku

Dzień Nauczyciela obchodzi większość państw na świecie m.in.:
- Albania – 7 marca[9] (upamiętniający powstanie 1. szkoły świeckiej 7 marca 1887 r. w Korczy);
- Argentyna – 11 września (związany ze śmiercią Domingo Faustino Sarmiento);
- Brazylia – 15 października;
- Chiny – 10 września;
- Czechy, Słowacja – 28 marca (w dniu urodzin Jana Amosa Komenskiego);
- Hiszpania – 27 listopada;
- Indie – 5 września (w dniu urodzin Sarvepalli Radhakrishnan);
- Malezja – 16 maja;
- Meksyk – 15 maja;
- Tajwan – 28 września (w dniu urodzin Konfucjusza)[10];
- Turcja – 24 listopada;
- Korea Południowa – 15 maja (w dniu urodzin króla Sejonga Wielkiego).

W jednych państwach ma on charakter oficjalny, w innych zwyczajowy. Dzień ten, podobnie jak w Polsce, związany jest z lokalnymi wydarzeniami.

## Światowy Dzień Nauczyciela
Światowy Dzień Nauczyciela (ang. World Teacher’s Day) pod patronatem UNESCO obchodzony jest 5 października. Dzień ten proklamowany został w 1994 r. na pamiątkę podpisania w 1966 r. „Rekomendacji w sprawie statusu nauczyciela”, opracowanej przez UNESCO i Międzynarodową Organizację Pracy. Jest okazją do podkreślenia wiodącej roli nauczycieli w zapewnieniu najwyższej jakości edukacji na wszystkich poziomach nauczania.
W Polsce od 1997 roku 5 października również jest obchodzony Światowy Dzień Nauczyciela przez nauczycieli reprezentujących sektor nauki i szkolnictwa wyższego.
5 października Dzień Nauczyciela obchodzony jest w Rosji i na Litwie.